# Say My Name
"Say My Name"은 미국의 그룹 데스티니스 차일드의 노래로, 두 번째 스튜디오 앨범인 The Writing's on the Wall (1999)에 수록되어 있다.